# Zwendel (stripfiguur)

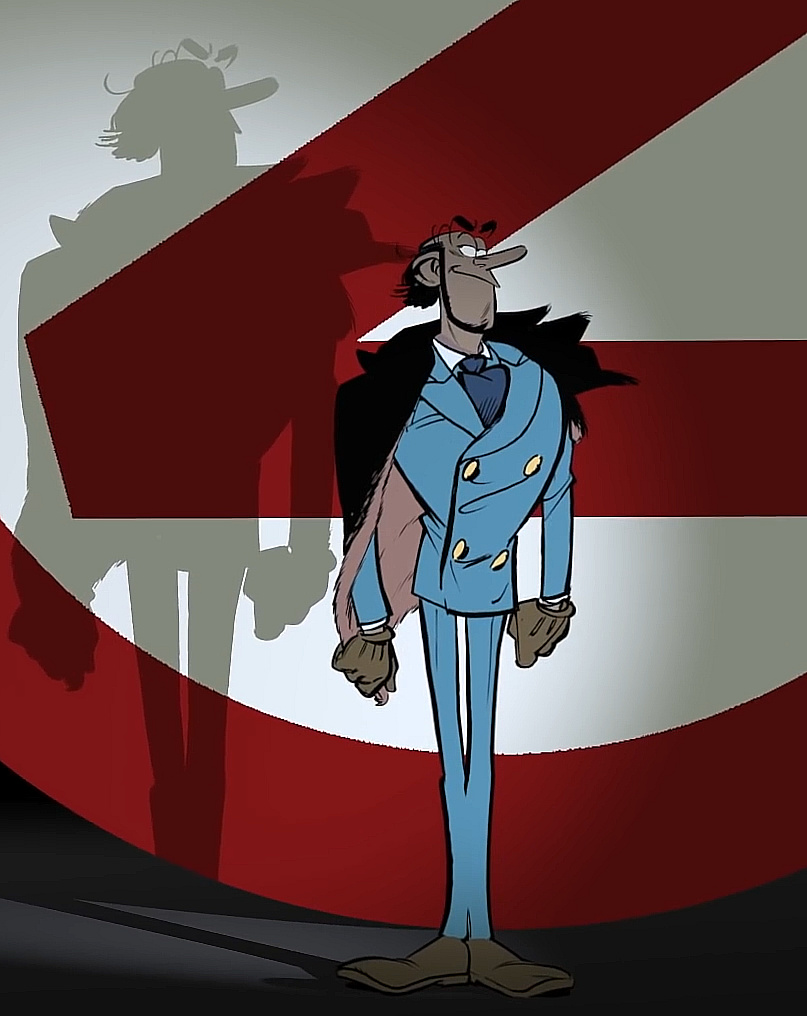
Zwendel door Munuera

Zwendel (Frans: Zorglub) is een stripfiguur bedacht door Greg en André Franquin voor de stripreeks Robbedoes en Kwabbernoot. 
Hij is een gestoorde maar stijlvolle geleerde met een uitzonderlijke intelligentie en uitvinderstalent, die fantastische machines heeft gecreëerd. Hij was een leerling van de Graaf van Rommelgem maar gebruikte zijn talent voor zijn eigen gewin. Het bekendst is zijn zwendelstraal waarmee hij mannen omvormde tot een leger van willoze slaven, gehuisvest in hightech bases. Deze "Zwendelmannen" spreken als eenvoudige geheimtaal alle woorden simpelweg omgekeerd uit, met behoud van de normale zinsbouw en woordvolgorde. De grootste verwezenlijking die Zwendel nastreefde, was om reclame te schrijven op het oppervlak van de maan – maar dat mislukte, want dat deden zijn Zwendelmannen helaas ook achterstevoren... Hij is eerder dom en narcistisch, dan kwaadaardig.
De figuur verscheen voor het eerst in 1959 in het stripblad Robbedoes in het verhaal Z van Zwendel. Hij werd ook getekend door de opvolgers van Franquin, Fournier, Janry, Munuera en Yoann, en kreeg later een eigen spin-off, getekend en geschreven door Munuera.
Zwendel verscheen in volgende albums:
- in de reeks Robbedoes en Kwabbernoot:
  - Z van Zwendel (1961)
  - De schaduw van Z (1962)
  - Hommeles in Rommelgem (1969)
  - De goudmaker (1970)
  - Tora Torapa (1973)
  - De terugkeer van Z (1986)
  - Parijs onder de Seine (2004)
  - Terug naar Z (2008)
  - Alarm! Zwendeltuig! (2010)
  - De schaduwzijde van Z (2011)
- in de reeks Zwendel:
  1. De dochter van Z (2018)
  2. De leerling-slechterik (2018)
  3. Lady Z (2019)

Zwendel speelde ook een bijrol in de liveactionfilm Les Aventures de Spirou et Fantasio (2018) en werd erin vertolkt door Ramzy Bédia.